# Parma bicolor
Parma bicolor es una especie de pez marino, de la familia Pomacentridae, en el orden de los Perciformes.

## Morfología
De cuerpo comprimido y fusiforme, la coloración base de cuerpo y aletas dorsal, anal y caudal, es amarilla. La cabeza y la mitad de la parte anterior y superior del cuerpo, es de color gris. La boca es blancuzca. Las aletas dorsal y anal están bordeadas en el margen de azul claro.
Cuenta con 14 espinas y 15-16 radios blandos dorsales; 2 espinas y 15-16 radios blandos anales.
Los machos pueden llegar a alcanzar los 14 cm de longitud total.

## Hábitat
Es una especie asociada a arrecifes, y clasificada como no migratoria. Los adultos habitan arrecifes rocosos.

## Distribución geográfica
Se distribuye en el extremo este del océano Índico, endémica del suroeste de Australia, entre el archipiélago Recherché y las isla de Rottnest.

## Alimentación
Se alimentan de algas bénticas y pequeños invertebrados marinos.

## Reproducción
Son dióicos, ovíparos y de fertilización externa. Forman parejas durante la reproducción, el macho se encarga de cuidar y airear los huevos, que son demersales y adheridos al sustrato.